# Distretto municipale di Kpando
Il distretto municipale di Kpando (ufficialmente Kpando Municipal District, in inglese) è un distretto della Regione del Volta del Ghana.